# Liste der Naturschutzgebiete im Kreis Euskirchen
Die Liste der Naturschutzgebiete im Kreis Euskirchen enthält die Naturschutzgebiete des Landkreises Kreis Euskirchen in Nordrhein-Westfalen.

## Liste
| Schlüsselnr. | Gemeinde         | Gebietsname                                                                      | Fläche in ha | Bild                                                                 |
| ------------ | ---------------- | -------------------------------------------------------------------------------- | ------------ | -------------------------------------------------------------------- |
| EU-001       | Mechernich       | Kartsteinhöhle mit Kakushöhle                                                    | 0005,7761    |                                                                      |
| EU-002       | Blankenheim      | Lampertstal und Alendorfer Kalktriften mit Fuhrbach und Mackental                | 1101,4337    | weitere Bilder                                                       |
| EU-003       | Kall             | Auen und Hänge an Urft und Gillesbach                                            | 0372,5178    | weitere Bilder                                                       |
| EU-004       | Bad Münstereifel | Kalkarer Moor / Tongrube Toni                                                    | 0049,5800    |                                                                      |
| EU-005       | Bad Münstereifel | Eschweiler Tal und Kalkkuppen                                                    | 636,11       | weitere Bilder                                                       |
| EU-006       | Dahlem           | Dahlemer Binz                                                                    | 0013,9665    |                                                                      |
| EU-007       | Kall             | Sistiger Heide                                                                   | 0188,0089    |                                                                      |
| EU-008       | Dahlem           | Feuchtwiese südöstlich von Baasem                                                | 0001,6608    |                                                                      |
| EU-010       | Zülpich          | Neffelsee                                                                        | 0073,2100    |                                                                      |
| EU-011       | Hellenthal       | Platißbachtal                                                                    | 0054,7979    |                                                                      |
| EU-012       | Dahlem           | Quellsumpf westlich Schmidtheim                                                  | 0000,8599    |                                                                      |
| EU-013       | Kall             | Rinner Heide                                                                     | 0001,7992    |                                                                      |
| EU-014       | Hellenthal       | Prether Bachtal und Nebenbäche                                                   | 0204,9229    |                                                                      |
| EU-015       | Blankenheim      | Nonnenbachtal und Seitentäler mit Froschberg und Gillenberg                      | 0291,3626    | weitere Bilder                                                       |
| EU-016       | Kall             | Tanzberg                                                                         | 0031,2178    |                                                                      |
| EU-019       | Mechernich       | Tongrube Toni bei Kalkar                                                         | 0012,5315    |                                                                      |
| EU-020       | Mechernich       | Bürvenicher Berg und Tötschberg sowie Berg- und Mausbachtal                      | 0103,2780    |                                                                      |
| EU-021       | Nettersheim      | Urfttal mit Seitentälern südlich Nettersheim                                     | 0061,0294    | weitere Bilder                                                       |
| EU-022       | Euskirchen       | Kiesgrube nördlich von Dom-Esch                                                  | 0002,5360    |                                                                      |
| EU-023       | Zülpich          | Neffelbachaue                                                                    | 0112,1000    | weitere Bilder                                                       |
| EU-024       | Dahlem           | Glaadtbachtal mit Nebenbächen                                                    | 0072,4804    |                                                                      |
| EU-025       | Mechernich       | Weyrer Wald und Hahnenberg                                                       | 0313,4050    |                                                                      |
| EU-026       | Euskirchen       | Kiesgrube nördlich von Elsig                                                     | 0007,1552    |                                                                      |
| EU-031       | Nettersheim      | Urfttal mit Seitentälern nördlich und westlich von Nettersheim                   | 0405,6600    |                                                                      |
| EU-032       | Nettersheim      | Die Hardt westlich Holzmühlheim                                                  | 0008,5078    |                                                                      |
| EU-033       | Nettersheim      | Schleifbachtal südwestlich Nettersheim                                           | 0031,5973    |                                                                      |
| EU-034       | Nettersheim      | Genfbachtal südöstlich Nettersheim                                               | 0132,0393    |                                                                      |
| EU-035       | Zülpich          | Rotbach-Niederung                                                                | 0041,0900    |                                                                      |
| EU-037       | Kall             | Geistal                                                                          | 0028,5400    |                                                                      |
| EU-039       | Blankenheim      | Ehemalige Ahrtalbahntrasse bei Blankenheim                                       | 0029,8412    |                                                                      |
| EU-040       | Mechernich       | Veybach zwischen Breitenbenden und Satzvey                                       | 0038,4965    |                                                                      |
| EU-041       | Schleiden        | Kermeter (EU)                                                                    | 1267,3705    |                                                                      |
| EU-042       | Schleiden        | Meisberg nördlich Mauel                                                          | 0053,4689    |                                                                      |
| EU-043       | Schleiden        | Morsbachtal westlich Morsbach                                                    | 0002,3018    |                                                                      |
| EU-044       | Schleiden        | Lassbachtal nördlich Herhahn                                                     | 0024,7918    |                                                                      |
| EU-045       | Schleiden        | Horrenbachtal nordöstlich Herhahn                                                | 0013,1592    |                                                                      |
| EU-046       | Schleiden        | Sebestal südlich Gemünd-Malsbenden                                               | 0007,9743    |                                                                      |
| EU-047       | Schleiden        | Braubachtal zwischen Herhahn und Gemünd                                          | 0047,9545    |                                                                      |
| EU-048       | Schleiden        | Hänge und Seitentäler des Oleftals zwischen Gemünd und Schleiden                 | 0073,9545    |                                                                      |
| EU-049       | Schleiden        | Höddelbachtal                                                                    | 0134,5817    |                                                                      |
| EU-050       | Schleiden        | Patersweiher östlich Dreiborn                                                    | 0017,5934    |                                                                      |
| EU-051       | Schleiden        | Schafbachtal mit seinen Seitentälern und Hohnerter Feld                          | 0141,5526    | weitere Bilder                                                       |
| EU-052       | Schleiden        | Rosselbachtal und Geisbachtal zwischen Broich und Olef                           | 0017,4745    |                                                                      |
| EU-053       | Schleiden        | Kuhsieferberg östlich Oberhausen                                                 | 0015,9951    |                                                                      |
| EU-054       | Schleiden        | Viehbachtal westlich Schöneseiffen                                               | 0005,9447    |                                                                      |
| EU-055       | Schleiden        | Oberer Schwarzbach südwestlich Schöneseiffen                                     | 0004,3649    |                                                                      |
| EU-056       | Mechernich       | Bleibachtal bei Roggendorf und Strempter Heide                                   | 0079,9651    |                                                                      |
| EU-057       | Zülpich          | Feucht- und Obstwiesen am Marienbach                                             | 0031,5700    |                                                                      |
| EU-058       | Blankenheim      | Schaafbachtal mit Seitentälern und Stromberg                                     | 0464,6377    |                                                                      |
| EU-060       | Kall             | Buntsandsteinrücken nördlich Kall                                                | 0007,2081    |                                                                      |
| EU-061       | Hellenthal       | Naturschutzgebiet Oleftal                                                        | 0018,1987    |                                                                      |
| EU-062       | Mechernich       | Krebsbachtal bei Roggendorf                                                      | 0022,1402    |                                                                      |
| EU-063       | Mechernich       | Ehemalige Klebsandgrube bei Satzvey                                              | 0015,0582    |                                                                      |
| EU-064       | Dahlem           | Grauwackesteinbrüche am Pressberg und Hangflächen                                | 0010,0709    |                                                                      |
| EU-065       | Kall             | Hilgersberg                                                                      | 0009,2336    |                                                                      |
| EU-066       | Dahlem           | Lewertbach mit Nebenbächen                                                       | 0070,7964    |                                                                      |
| EU-067       | Dahlem           | Quellbäche des Uthsbaches                                                        | 0003,2647    |                                                                      |
| EU-068       | Dahlem           | Remessiefen                                                                      | 0002,6242    |                                                                      |
| EU-069       | Dahlem           | Dermbach und Schneppersiefen                                                     | 0022,4636    |                                                                      |
| EU-070       | Dahlem           | Krombachtal                                                                      | 0009,4290    |                                                                      |
| EU-071       | Dahlem           | Wolfweid                                                                         | 0022,4770    |                                                                      |
| EU-072       | Dahlem           | Baasemer Heide                                                                   | 0060,2420    |                                                                      |
| EU-073       | Dahlem           | Berker Wiesen                                                                    | 0043,3513    |                                                                      |
| EU-074       | Dahlem           | Ohmbach                                                                          | 0016,2956    |                                                                      |
| EU-075       | Dahlem           | Pirensberg                                                                       | 0006,8132    |                                                                      |
| EU-076       | Dahlem           | Honertseifen und Heinborn                                                        | 0037,8133    |                                                                      |
| EU-077       | Dahlem           | Simmeler Bach                                                                    | 0108,5661    |                                                                      |
| EU-078       | Dahlem           | Rotbach                                                                          | 0060,8716    |                                                                      |
| EU-079       | Dahlem           | Bruchwälder im Forst Schmidtheim                                                 | 0027,1723    |                                                                      |
| EU-080       | Dahlem           | Obere Urft                                                                       | 0044,9977    |                                                                      |
| EU-081       | Dahlem           | Kyllaue                                                                          | 0008,0374    |                                                                      |
| EU-082       | Dahlem           | Arnikaheide nördlich der Dahlemer Binz                                           | 0007,6780    |                                                                      |
| EU-083       | Dahlem           | Großebach                                                                        | 0009,2049    |                                                                      |
| EU-084       | Dahlem           | Kalktriften westlich Dahlem                                                      | 0039,2928    |                                                                      |
| EU-085       | Dahlem           | Kyllaue                                                                          | 0026,2936    |                                                                      |
| EU-086       | Dahlem           | Ermberg                                                                          | 0072,5699    |                                                                      |
| EU-087       | Dahlem           | Urfttal mit Nebentälern                                                          | 0131,9905    |                                                                      |
| EU-088       | Dahlem           | Schmidtheimer Wiesen                                                             | 0007,1702    |                                                                      |
| EU-089       | Dahlem           | Ehemalige Steinbrüche am Sönsberg, Lanzenberg und Kaucherbachtal                 | 0033,8899    | NSG Ehemalige Steinbrüche am Sönsberg, Lanzenberg und Kaucherbachtal |
| EU-090       | Dahlem           | Kalktriften nördlich Dahlem                                                      | 0012,2203    |                                                                      |
| EU-091       | Dahlem           | In der Wasserdell                                                                | 0031,8683    | weitere Bilder                                                       |
| EU-092       | Dahlem           | Nonnenbach und Eichholzbach mit Seitentälern                                     | 0227,6355    |                                                                      |
| EU-094       | Mechernich       | Rotbach- und Bruchbachtal                                                        | 0230,6801    |                                                                      |
| EU-095       | Blankenheim      | Obere Ahr mit Mülheimer Bach, Reetzer Bach und Mühlenbachsystem                  | 0666,5800    | NSG Obere Ahr mit Mülheimer Bach, Reetzer Bach und Mühlenbachsystem  |
| EU-096       | Blankenheim      | Michelsbach, Ahbach und Aulbach mit Nebenbächen                                  | 0364,6032    |                                                                      |
| EU-097       | Bad Münstereifel | Bad Münstereifeler Wald                                                          | 1007,4500    |                                                                      |
| EU-098       | Mechernich       | Katzensteine                                                                     | 0003,8397    | weitere Bilder                                                       |
| EU-099       | Mechernich       | Bleibach zwischen Schaven und Firmenich                                          | 0031,8143    |                                                                      |
| EU-100       | Mechernich       | Kühlbach zwischen Lessenich und Rißdorf                                          | 0006,4122    |                                                                      |
| EU-101       | Mechernich       | Griesberg und ehemalige Abbaubereiche bei Kommern                                | 0025,8157    |                                                                      |
| EU-102       | Mechernich       | Kallmuther Berg (LP Mechernich)                                                  | 0418,9684    | NSG Kallmuther Berg (LP Mechernich)                                  |
| EU-103       | Nettersheim      | Marmagener Bachtal                                                               | 0038,9014    |                                                                      |
| EU-104       | Nettersheim      | Magergrünland und Felsen am Ackerpetersberg westlich Nettersheim                 | 0003,2659    |                                                                      |
| EU-105       | Nettersheim      | Dallwegen südlich Nettersheim                                                    | 0007,0931    |                                                                      |
| EU-106       | Nettersheim      | Kalkmagerrasen am Achelberg nordöstlich Nettersheim                              | 0005,4855    |                                                                      |
| EU-107       | Nettersheim      | Kalkkuppen auf der Hochfläche der Sötenicher Kalkmulde nördlich Zingsheim        | 0028,7103    |                                                                      |
| EU-108       | Nettersheim      | Hondert südöstlich Pesch                                                         | 0017,6374    |                                                                      |
| EU-109       | Nettersheim      | Buirer Lei südlich Buir                                                          | 0069,4999    |                                                                      |
| EU-110       | Nettersheim      | Erft- und Sülchesbachtal mit Seitentälern                                        | 0058,4410    |                                                                      |
| EU-111       | Nettersheim      | Hollerberg südöstlich Bouderath                                                  | 0001,7502    |                                                                      |
| EU-112       | Nettersheim      | Willgesbachtal südlich Langscheid                                                | 0002,7392    |                                                                      |
| EU-113       | Nettersheim      | Wespelbach mit Seitenbächen südlich Pesch                                        | 0018,9337    |                                                                      |
| EU-114       | Nettersheim      | Armuthsbach mit Seitenbächen südlich Tondorf                                     | 0018,5479    |                                                                      |
| EU-115       | Weilerswist      | Villewälder                                                                      | 0346,0136    |                                                                      |
| EU-116       | Weilerswist      | Naturnahe Abschnitte des Swistbaches                                             | 0017,9093    |                                                                      |
| EU-117       | Weilerswist      | Erftaue und Streuobstwiesen westlich Weilerswist                                 | 0023,3321    |                                                                      |
| EU-118       | Weilerswist      | Feuchtbiotop östlich Horchheim                                                   | 0005,5702    |                                                                      |
| EU-119       | Weilerswist      | Strukturreicher Biotopkomplex westlich Derkum                                    | 0011,2591    |                                                                      |
| EU-120       | Weilerswist      | Straßfelder Fließ                                                                | 0036,7688    |                                                                      |
| EU-121       | Weilerswist      | Ehemalige Kiesgrube am Swisterhof                                                | 0014,7615    |                                                                      |
| EU-122       | Weilerswist      | Kiesgrube Klein-Vernich                                                          | 0010,2385    |                                                                      |
| EU-123       | Weilerswist      | Friesheimer Busch                                                                | 0007,0446    |                                                                      |
| EU-124       | Kall             | Heidemoor Kindshardt                                                             | 0001,1368    |                                                                      |
| EU-125       | Mechernich       | Schavener Heide                                                                  | 0323,3789    |                                                                      |
| EU-126       | Mechernich       | Amphibienteiche                                                                  | 0004,3178    |                                                                      |
| EU-127       | Mechernich       | Schliebachtal und Obstwiesen bei Bescheid                                        | 0006,9370    |                                                                      |
| EU-128       | Mechernich       | Kalkmagerrasenkomplex bei Weyer                                                  | 0124,7666    |                                                                      |
| EU-129       | Nettersheim      | Teilbereich der Kalkkuppen-Landschaft Eschweiler Tal und angrenzende Waldflächen | 0097,6063    |                                                                      |
| EU-130       | Mechernich       | Kalkkuppenlandschaft zwischen Wachendorf und Pesch                               | 0091,2455    |                                                                      |
| EU-131       | Blankenheim      | Haubachtal, Dietrichseiffen mit Urftaue bei Blankenheim-Wald                     | 0290,4759    |                                                                      |
| EU-132       | Kall             | Kallmuther Berg (LP Kall)                                                        | 0021,1314    |                                                                      |
| EU-133       | Kall             | Heideflächen bei Dottel                                                          | 0011,5105    |                                                                      |
| EU-134       | Kall             | Daubental                                                                        | 0018,0814    |                                                                      |
| EU-135       | Kall             | Kallbach und Rotzbach                                                            | 0074,9046    |                                                                      |
| EU-136       | Kall             | Laubwald am Kuttenbach                                                           | 0020,5097    |                                                                      |
| EU-137       | Kall             | Manscheider Bachtal und Paulushof (LP Kall)                                      | 0010,9970    |                                                                      |
| EU-138       | Hellenthal       | Reinzelbachtal                                                                   | 0014,8551    |                                                                      |
| EU-139       | Hellenthal       | Steinbruch und Wald Kupferhardt                                                  | 0005,7980    |                                                                      |
| EU-140       | Hellenthal       | Bünnbachtal                                                                      | 0024,7841    |                                                                      |
| EU-141       | Hellenthal       | Bunker Wiesen                                                                    | 0000,6239    |                                                                      |
| EU-142       | Hellenthal       | Manscheider Bachtal und Paulushof (LP Hellenthal)                                | 0305,7957    | NSG Manscheider Bachtal und Paulushof (LP Hellenthal)                |
| EU-143       | Hellenthal       | Wisselbachtal                                                                    | 0021,9626    |                                                                      |
| EU-144       | Hellenthal       | Wolferter Bachtal und Nebenbäche                                                 | 0131,3511    |                                                                      |
| EU-145       | Hellenthal       | Lewertbachtal                                                                    | 0052,4578    |                                                                      |
| EU-146       | Hellenthal       | Kyllquellgebiet                                                                  | 0109,0867    |                                                                      |
| EU-147       | Hellenthal       | Bunkeranlagen                                                                    | 0003,4542    |                                                                      |
| EU-148       | Euskirchen       | Bleibach mit angrenzenden Feuchtwiesen                                           | 0004,9160    |                                                                      |
| EU-149       | Euskirchen       | Mitbachaue                                                                       | 0010,9152    |                                                                      |
| EU-150       | Euskirchen       | Sumpfwald am Mitbach                                                             | 0005,3507    |                                                                      |
| EU-151       | Euskirchen       | Eichen-Hainbuchenwald an der Burg Veynau                                         | 0006,6357    |                                                                      |
| EU-152       | Euskirchen       | Kalkarer Moor (Entwicklungsfläche)                                               | 0006,2135    |                                                                      |
| EU-153       | Euskirchen       | Erftal zw. Kreuzweingarten und Stotzheim                                         | 0009,3451    |                                                                      |
| EU-154       | Euskirchen       | Ohrbach, Steinbach und Sürstbach                                                 | 0018,6109    |                                                                      |
| EU-155       | Euskirchen       | Unteres Steinbachtal                                                             | 0015,0202    |                                                                      |
| EU-156       | Euskirchen       | Madbachtal                                                                       | 0013,0238    |                                                                      |
| EU-157       | Euskirchen       | Grünland im Quellbereich des Winkelbaches                                        | 0003,9077    |                                                                      |
| EU-158       | Bad Münstereifel | Watzenberg                                                                       | 0009,4700    |                                                                      |
| EU-159       | Bad Münstereifel | Houverather Bach und Nebenbäche                                                  | 0069,2200    |                                                                      |
| EU-160       | Bad Münstereifel | Auf der Heide (LP Bad Münstereifel)                                              | 0033,8900    |                                                                      |
| EU-161       | Bad Münstereifel | Liers- und Letherter Bach                                                        | 0102,1900    |                                                                      |
| EU-162       | Bad Münstereifel | Erftaue und Nebenbäche                                                           | 0092,8400    |                                                                      |
| EU-163       | Bad Münstereifel | Bülgesbach mit Hangwäldern                                                       | 0080,8400    |                                                                      |
| EU-164       | Bad Münstereifel | Brömmersbach                                                                     | 0016,6800    |                                                                      |
| EU-165       | Blankenheim      | Kalksumpf und Teich im Hähnenbachtal                                             | 0001,6284    |                                                                      |
| EU-166       | Blankenheim      | Mürelbach                                                                        | 0000,8649    |                                                                      |
| EU-167       | Blankenheim      | Armutsbach und Nebenbäche                                                        | 0056,5924    |                                                                      |
| EU-168       | Blankenheim      | Westliches Ahrgebiet                                                             | 0513,3437    |                                                                      |
| EU-169       | Zülpich          | Ehemalige Kiesgrube Auf den Stein                                                | 0006,1200    |                                                                      |
| EU-170       | Zülpich          | Biotopkomplex am nordwestlichen Stadtrand von Zülpich                            | 0026,9700    |                                                                      |
| EU-171       | Zülpich          | Feuchtgehölze, Mager- und Obstwiesen östlich Nemmenich                           | 0011,5800    |                                                                      |
| EU-172       | Zülpich          | Bleibachniederung                                                                | 0055,1200    |                                                                      |
| EU-173       | Zülpich          | Vlattener Bach zwischen Merzenich und Lövenich                                   | 0022,7900    |                                                                      |
| EU-174       | Zülpich          | Görresberg und Schievelsberg                                                     | 0060,4200    |                                                                      |
| EU-175       | Zülpich          | Auf der Heide (LP Zülpich)                                                       | 0005,6000    |                                                                      |
| EU-176       | Zülpich          | Bürvenicher Berg / Tötschberg                                                    | 0017,1100    | NSG Bürvenicher Berg und Tötschberg                                  |
| EU-177       | Zülpich          | Schluchtbachtal / Talsystem Bürvenicher Bach                                     | 0052,4100    |                                                                      |
| EU-178       | Zülpich          | Waldbereiche bei Haus Boulig / Wichtericher Busch                                | 0014,0000    |                                                                      |